# Дибрава (Благоєвградська область)
Дибра́ва (болг. Дъбрава) — село в Благоєвградській області Болгарії. Входить до складу общини Благоєвград.

## Населення
За даними перепису населення 2011 року у селі проживали 103 особи, з них 99 осіб (98,0%) — болгари.
Розподіл населення за віком у 2011 році:
Динаміка населення: